# Dorian Mortelette
Dorian Denis Mortelette (Armentières, 24 novembre 1983) è un canottiere francese.

## Biografia
È fratello minore del canottiere Donatien Mortelette.
Ha rappresentato la Francia a tre edizioni consecutive dei Giochi olimpici estivi: a Pechino 2008 ha vinto la medaglia di bronzo nel 4 senza; a Londra 2012 ha ottenuto l'argento nel 2 senza; mentre a Rio de Janeiro 2016 si è classificato 5º nel 2 senza.
Ai Giochi del Mediterraneo di Pescara 2009 ha guadagnato l'argento con Germain Chardin nel 2 senza, chiudendo alle spalle dei greci Apostolos Gkountoulas e Nikolaos Gkountoulas.

## Palmarès
- Olimpiadi

Pechino 2008: bronzo nel 4 senza.
Londra 2012: argento nel 2 senza.
- Mondiali

Cambridge 2010: oro nel 4 senza.
Chungju 2013: argento nel 2 senza.
- Europei

Maratona 2008: oro nell'8 con.
Brest 2009: bronzo nell'8 con.
- Giochi del Mediterraneo

Pescara 2009: argento nel 2 senza.